# Mike Henry (aktor)
Michael Dennis Henry, bardziej znany jako Mike Henry (ur. 15 sierpnia 1936 w Los Angeles, zm. 8 stycznia 2021 w Burbank) – amerykański futbolista linebacker oraz aktor filmowy i telewizyjny.

## Życiorys

### Wczesne lata
Urodził się w Los Angeles w Kalifornii. W 1954 ukończył Bell High School w Bell. Studiował na University of Southern California. Rozpoczął karierę sportową w futbolu amerykańskim jako linebacker dla Pittsburgh Steelers (1958-1961) oraz Los Angeles Rams (1962-1964), gdzie został zauważony przez producentów Warner Brothers. 

### Kariera aktorska
Po podpisaniu kontraktu z Warner Bros., pojawił się w serialach ABC: Surfside 6, Hawaiian Eye, Cheyenne i dramacie familijnym Delmera Davesa Góra Spencera (Spencer's Mountain, 1963) u boku Henry’ego Fondy, Maureen O’Hary i Veroniki Cartwright. Jego przełomową rolą był Tarzan w trzech filmach: Tarzan and the Valley of Gold (1966), Tarzan i wielka rzeka (Tarzan and the Great River, 1967) oraz Tarzan and the Jungle Boy (1968). Jednak w 1965 odrzucił rolę Tarzana w serialu telewizyjnym NBC, którą następnie grał Ron Ely. 
Potem można go było zobaczyć w dramacie wojennym Zielone berety (The Green Berets, 1968) obok Johna Wayne’a i Davida Janssena, westernie Bardziej martwy niż żywy (More Dead Than Alive, 1968) z udziałem Clinta Walkera, Vincenta Price’a i Anne Francis, dramacie Król murawy (Number One, 1969) u boku Charltona Hestona, Jessiki Walter i Bruce’a Derna oraz westernie Rio Lobo (1970) jako szeryf „Niebieski Tom” Hendricks z udziałem Johna Wayne’a, Jorge Rivero i Jennifer O’Neill.
Stał się znany z roli Juniora, tępego syna szeryfa Buforda T. Justice'a (Jackie Gleason) w komedii sensacyjnej Hala Needhama Mistrz kierownicy ucieka (Smokey and the Bandit, 1977) u boku Burta Reynoldsa i Sally Field.

## Życie prywatne
17 listopada 1984 poślubił Cheryl Ivy Sweeney. Mieli córkę Shannon Noble.
W 1988 wycofał się z aktorstwa po leczeniu choroby Parkinsona.
Zmarł 8 stycznia 2021 w Providence Saint Joseph Medical Center w Burbank w wieku 84 lat, po latach powikłań zarówno choroby Parkinsona, jak i przewlekłej pourazowej encefalopatii.

## Filmografia
| Rok  | film fabularny/serial TV                               | Rola                             |
| ---- | ------------------------------------------------------ | -------------------------------- |
| 1963 | Palm Springs Weekend                                   | Portier                          |
| 1963 | 77 Sunset Strip (serial TV)                            | Sierżant Johnny Rossi            |
| 1963 | Góra Spencera (Spencer's Mountain)                     | Brat Spencer                     |
| 1966 | Tarzan and the Valley of Gold                          | Tarzan                           |
| 1967 | Tarzan and the Great River                             | Tarzan                           |
| 1968 | Zielone berety (The Green Berets)                      | Sierżant Kowalski                |
| 1968 | Tarzan and the Jungle Boy                              | Tarzan                           |
| 1968 | More Dead Than Alive                                   | Luke Santee                      |
| 1969 | Król murawy (Number One)                               | Walt Chaffee                     |
| 1970 | Rio Lobo                                               | Szeryf „Niebieski Tom” Hendricks |
| 1972 | Michael O’Hara the Fourth (TV)                         | Fargo                            |
| 1972 | Terror w przestworzach (Skyjacked)                     | Sam Allen                        |
| 1973 | Zielona pożywka (Soylent Green)                        | Sierżant Kulozik                 |
| 1974 | Najdłuższy jard (The Longest Yard)                     | Porucznik Rassmeusen             |
| 1976 | Mean Johnny Barrows                                    | Carlo Da Vince                   |
| 1976 | Adiós Amigo                                            | Mąż Mary                         |
| 1976 | Rhoda (sitcom TV)                                      | Mężczyzna                        |
| 1976 | No Way Back                                            |                                  |
| 1977 | Mistrz kierownicy ucieka (Smokey and the Bandit)       | Junior                           |
| 1977 | M*A*S*H                                                | Porucznik Donald Penobscott      |
| 1978 | Lou Grant (serial TV)                                  | Frank                            |
| 1980 | Mistrz kierownicy ucieka 2 (Smokey and the Bandit II)  | Junior                           |
| 1981 | Fantastyczna wyspa (Fantasy Island)                    | Mike                             |
| 1983 | Mistrz kierownicy ucieka 3 (Smokey and the Bandit III) | Junior Justice                   |
| 1987 | Niegodziwa fortuna (Outrageous Fortune)                | Rosjanin                         |
| 1988 | Szpital miejski (General Hospital)                     | Rudolpho                         |